# Funcional de Mumford-Shah
O funcional de Mumford-Shah é um funcional que é usado para estabelecer um critério de otimização para segmentar uma imagem em sub-regiões. Uma imagem é modelada como uma função seccionalmente suave (diferenciável). O funcional penaliza a distância entre a imagem de entrada do modelo, a falta de suavidade do modelo dentro das sub-regiões e o comprimento dos limites das sub-regiões. Ao minimizar o funcional pode calcular a melhor segmentação de imagens. O funcional foi proposto pelos matemáticos David Mumford e Jayant Shah em 1989.